# Ficus depressa
Ficus depressa är en mullbärsväxtart som beskrevs av Carl Ludwig von Blume. Ficus depressa ingår i släktet fikonsläktet, och familjen mullbärsväxter. Inga underarter finns listade i Catalogue of Life.